# Hackelia mexicana
Hackelia mexicana là loài thực vật có hoa trong họ Mồ hôi. Loài này được (Schltdl. & Cham.) I.M.Johnst. mô tả khoa học đầu tiên năm 1923.